# Хейкка, Исаак Исакович
Исаак Исакович Хейкка (фин. Isak Iisakinpoika Heikka; 1891, Лиминка — 3 апреля 1938, Советский Союз) — финский профсоюзный деятель и журналист. С 1929 по 1930 год возглавлял Конфедерацию профсоюзов Финляндии (SAJ), первый профсоюзный центр Финляндии.
Перед Гражданской войной 1918 года Хейкка был, помимо прочего, организатором Социал-демократической партии в северном избирательном округе уезда Оулу. После Февральской революции в России и падения царской власти, он в марте 1917 года основал Рабочий совет Торнио. В октябре того же года на собрании под председательством Хейкки Рабочий совет составил порядок работы населенного пункта. В связи с Гражданской войной многочисленные силовые деятели рабочего движения в Мери-Лапландии и районе Оулу были казнены, но Хейкке удалось сбежать на шведскую сторону и скрываться там до осени 1918 года.
После Гражданской войны Хейкка принадлежал к радикальному крылу СДП и в мае 1920 года принял участие в учредительном собрании Финской социалистической рабочей партии в Хельсинки. После прихода в 1921 году к власти в Конфедерации профсоюзов Финляндии коммунистов Хейкка был избран её последним председателем в конце десятилетия. Его руководство организацией закончилось её роспуском в сентябре 1930 года поантикоммунистическим законам. Страна увязла в ультраправом движении Лапуа, и Хейкка переехал в Советский Союз, где работал журналистом "Карельской газеты" в Петрозаводске. Хейкка был заключен в тюрьму в ходе сталинских репрессий в 1937 г. и расстрелян в Сандармохе в апреле 1938 года.